# Ключище (Пензенская область)
Ключище — село в Каменском районе Пензенской области, входит в состав Первомайского сельсовета.

## География
Находится на правом берегу реки Малый Атмис в 5-6 км к юго-западу от Каменки и в 70 км к западу от Пензы. Вдоль восточного края села простирается лесной массив.
Через северную часть села проходит автодорога Р208 Пенза — Тамбов. Ближайшая ж.-д. станция находится в Каменке (на линии Пенза — Ряжск).

## История
Основано в середине 19 века как выселок государственных крестьян села Кевдо-Мельситово в составе Кевдо-Мельситовской волости Нижнеломовского уезда. Раньше село носило название Мягковщина – вероятно, по фамилии первопоселенцев Мягковых.
С 1928 года село входило в состав Кевдо-Мельситовского сельсовета Каменского района Пензенского округа Средне-Волжской области (с 1939 года — в составе Пензенской области). В 1980-е годы – в составе Первомайского сельсовета.

## Население
| 1864 | 1926 | 1930 | 1959 | 1979 | 1989 | 2002 |
| ---- | ---- | ---- | ---- | ---- | ---- | ---- |
| 150  | ↗433 | ↗526 | ↘273 | ↘214 | ↘179 | ↘172 |
| 2010 |      |      |      |      |      |      |
| ↘152 |      |      |      |      |      |      |